# Salomon Kohn (Schriftsteller)
Salomon Kohn (geboren 8. März 1825 in Prag, Kaisertum Österreich; gestorben 6. November 1904 in Prag) war ein österreichischer Schriftsteller. Er war vor allem bekannt durch seine Prager Ghettogeschichten in mehreren Sammlungen seit 1883.

## Leben und Werk
Kohn studierte Mathematik und Astronomie. Danach arbeitete er als Observator in der Prager Sternwarte. 1863 übernahm er das väterliche Geschäft. Seine Erzählungen erschienen zuerst unter „S. K.“, später unter vollem Namen. Kohn ist, neben Leopold Kompert, ein Hauptvertreter der deutsch-jüdischen Erzählliteratur seiner Zeit. Die genauen Schilderungen des Lebens im Prager Ghetto verleihen seinen Werken einen bleibenden Rang in der jüdischen Kulturgeschichte Ostmitteleuropas.

## Werke (Auswahl)
- Prager Ghetto-Bilder. Erzählungen. 1884; wieder Reclam, Leipzig 1921. Reclams Universal-Bibliothek, 1825/1826a
- Erzählungen aus dem böhmischen Ghetto. 1896
- David Speyer. Roman. 1896
- Judith Lörrach. Roman. 1897
- Gabriel. 1898
- Gabriele von Glasenapp, Florian Krobb (Hrsg.): Jüdische Geschichtsbilder aus Böhmen. Kommentierte Edition der historischen Erzählungen von Salomon Kohn. Reihe: Conditio Judaica, 56. Niemeyer, Tübingen 2005
- Die Juden in Böhmens Vorzeit. In: Jüdische Erzählungen aus Prag. Hrsg. von Christian Grüny. Vitalis, Prag 1997, S. 17–24